# Saufoi Togia
Saufoi Togia (ur. 24 maja 1975) – samoański zapaśnik walczący w obu stylach. Zdobył trzy medale na igrzyskach Pacyfiku, złoty w 1999. Brązowy medalista mistrzostw Oceanii w 1998 i 1999 roku.
Jego kuzyni: Iki Ekeroma i Laupule Ekeroma byli również zapaśnikami.